# Leveri
Leveri (en finnois : Leverin kaupunginosa) est  un  quartier du district central de la ville d'Oulu en Finlande.

## Description
Le quartier compte 2 572 habitants (au 31 décembre 2018).
Le nom Leveri vient du nom de Liverpool initialement apporté par les marins et a été déformé au fil du temps. Le nom Leveri ou Leverinperä est né à l'âge d'or de la navigation maritime à Oulu à la fin du XIXe siècle.
De nos jours, le nom de Leveri est un terme peu usité par les habitants d'Oulu, le quartier étant mieux connu sous le nom de Heinäpää.

## Galerie

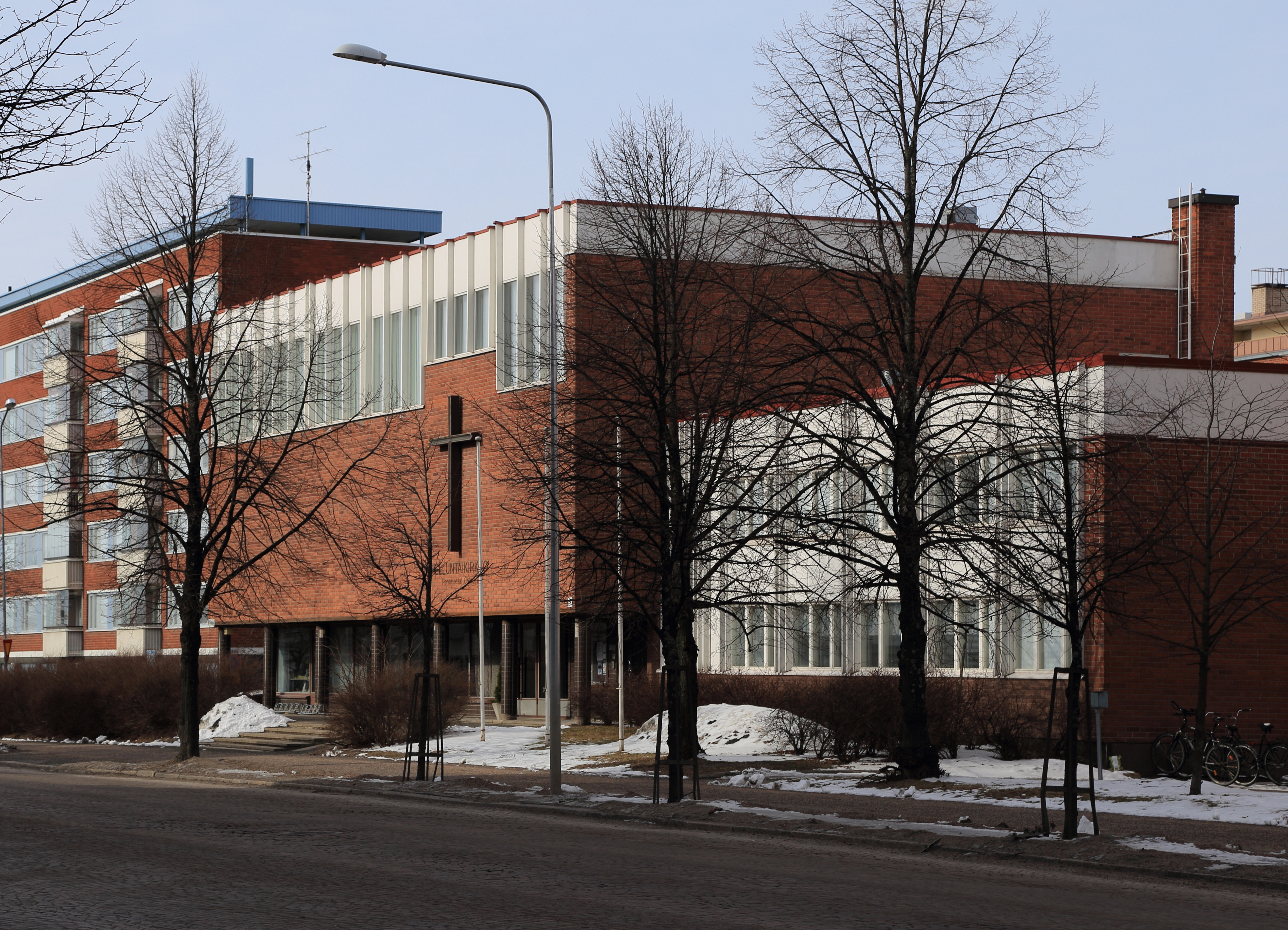
Église pentecôtiste, Uusikatu 78.
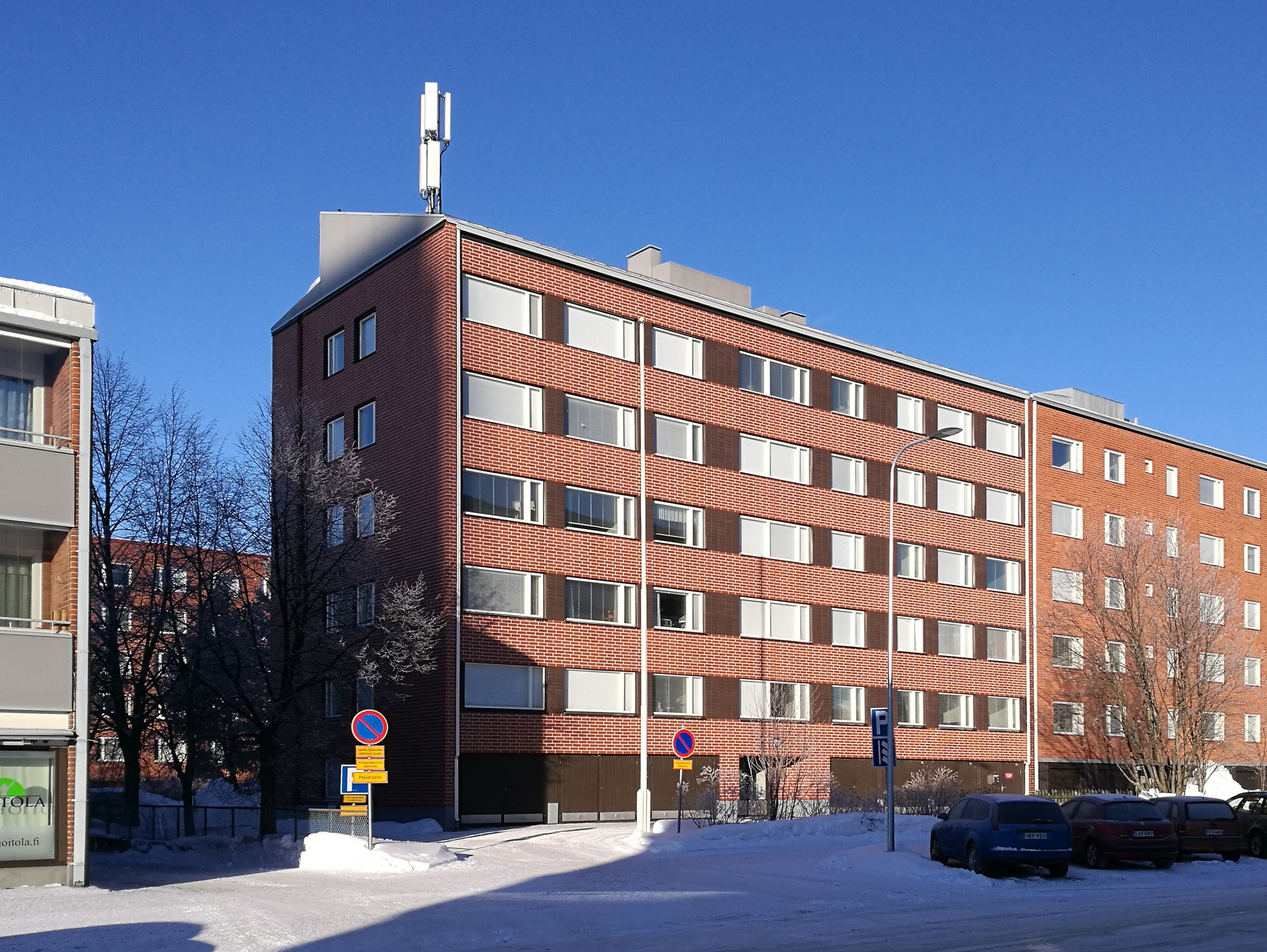
Isokatu 80.
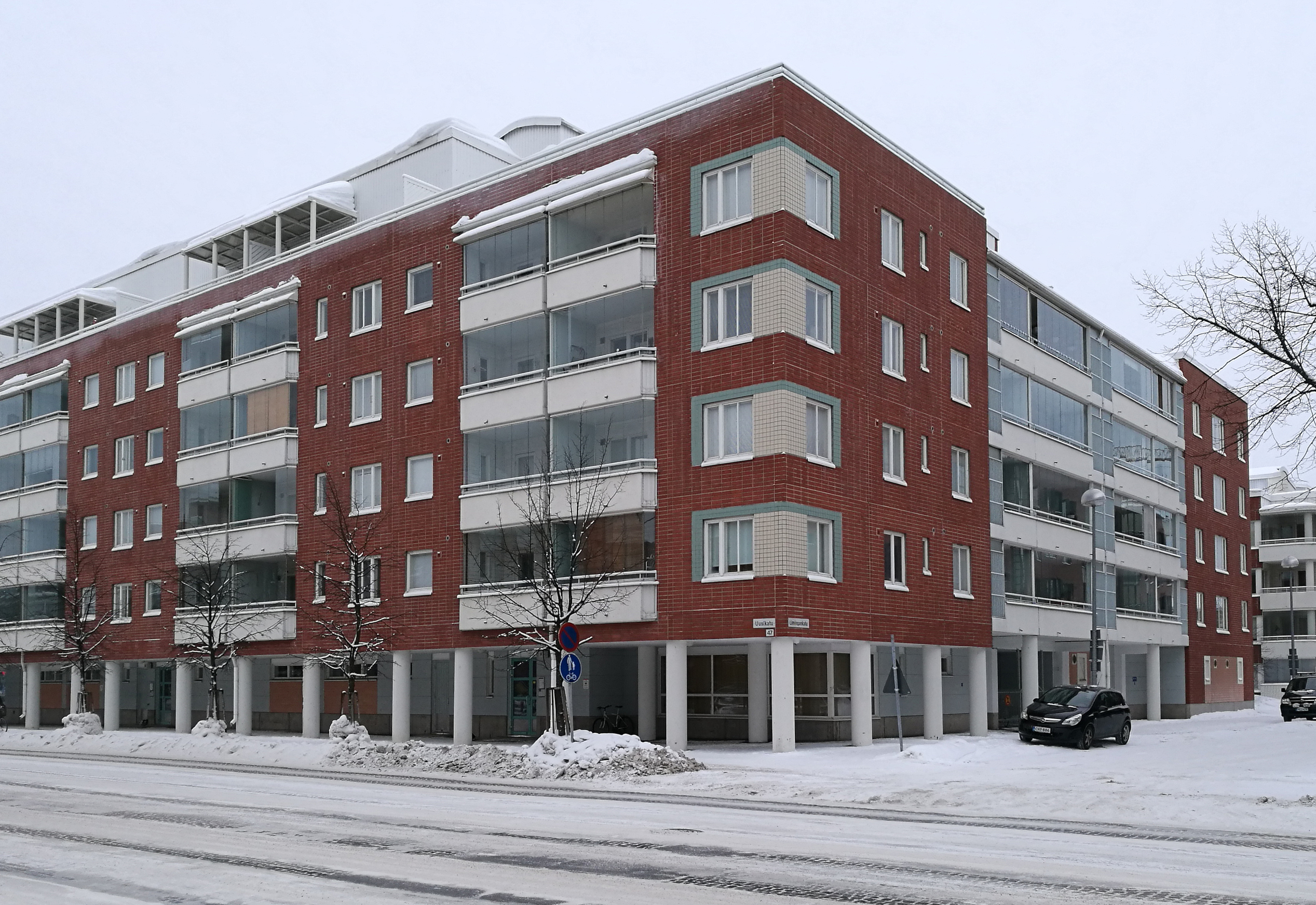
Uusikatu 47.
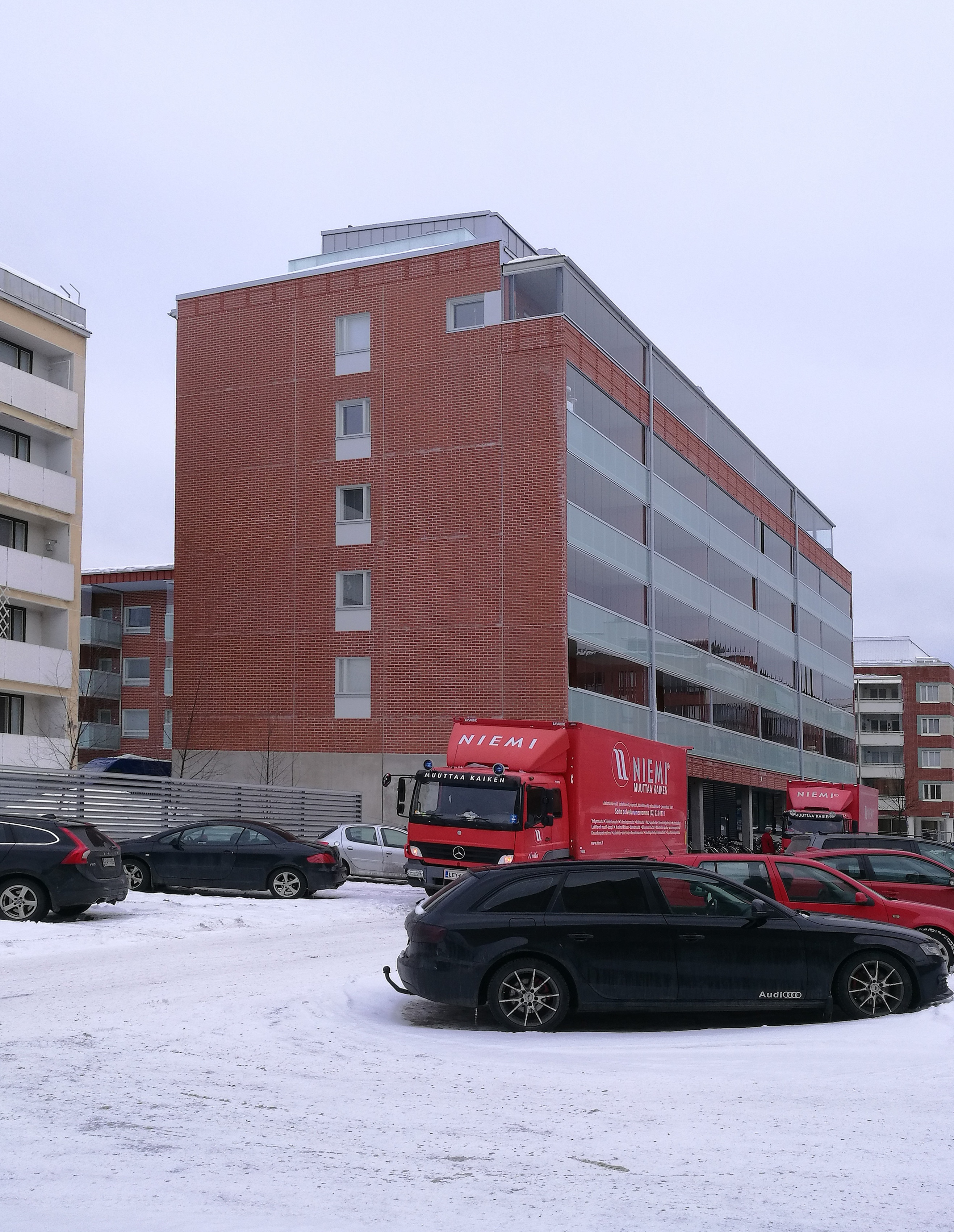
Uusikatu 72.